# Corrupião-de-dorso-amarelo
Icterus chrysater é uma espécie de ave da família Icteridae.
Pode ser encontrada nos seguintes países: Belize, Colômbia, El Salvador, Guatemala, Honduras, México, Nicarágua, Panamá e Venezuela.
Os seus habitats naturais são: florestas secas tropicais ou subtropicais, florestas subtropicais ou tropicais húmidas de baixa altitude, regiões subtropicais ou tropicais húmidas de alta altitude e florestas secundárias altamente degradadas.